# الحنب (فرع العدين)

تعديل مصدري - تعديل

الحنب هي إحدى قرى عزلة المسيل بمديرية فرع العدين التابعة لمحافظة إب، بلغ تعداد سكانها 946 نسمة حسب تعداد اليمن لعام 2004.